# Apró István
Apró István (Zenta, 1960. április 10. – ) prózaíró, publicista, biológus, pedagógus.

## Életpályája
Szülei: Apró János és Pósa Eszter. 1967–1975 között az általános iskolát Adán végezte el. 1976–1977 között általános középiskolában tanult; 1978–1979 között biológiai szakközépiskolába járt. 1979-ben érettségizett Újvidéken. 1980–1984 között az újvidéki Természettudományi Egyetem Biológiai Tanszékén tanult; 1986-ban biológiatanári diplomát szerzett. 1981–1984 között a Bölcsészettudományi Egyetem, Magyar Nyelv és Irodalom Tanszékén is tanult. 1987–1991 között a Magyar Szó munkatársa volt: 1987–1990 között zentai–adai, 1990–1991 között baranyai tudósítóként. 1991 óta Magyarországon él. 1992–1994 között segédmunkásként dolgozott. 1993–1995 között a Magyar Demokrata Fórum országos szervezetében balkáni szakértő, a Határon Túli Magyarok Osztálya vezetője volt. 1993–1994 között a Magyarság és Európa főszerkesztője volt. 1994–2005 között a Balázs Ferenc Intézet ügyvezetője, kutatásszervezője volt. 2005–2011 között az Alkalmazott Kommunikációtudományi Intézet kutatásszervező munkatársaként tevékenykedett. 2006-ban az ELTE-n kiegészítő biológiatanári képesítést szerzett. 2011-től a Nemzeti Média- és Hírközlési Hatóság Médiatanács Médiatudományi Intézet munkatársa.

## Művei
- Küldetés (kisregények, Újvidék, 1988)
- Három folyó (regény, Újvidék, 1989)
- Regénybrikett (Újvidék, 1993)
- Az a nap (2006)

## Díjai
- Sinkó Ervin-díj (1988)
- II. díj a Forum Könyvkiadó regénypályázatán (Három folyó; 1989)